# ليفو جيرفي
66°00′N 28°12′E / 66.000°N 28.200°E
ليفوجيرفي هي بحيرة متوسطة الحجم تقع في منطقة مستجمعات المياه الرئيسي إيجوكي. وهي موجودة في بلدية بوسيو، في إقليم لابي (فنلندا).

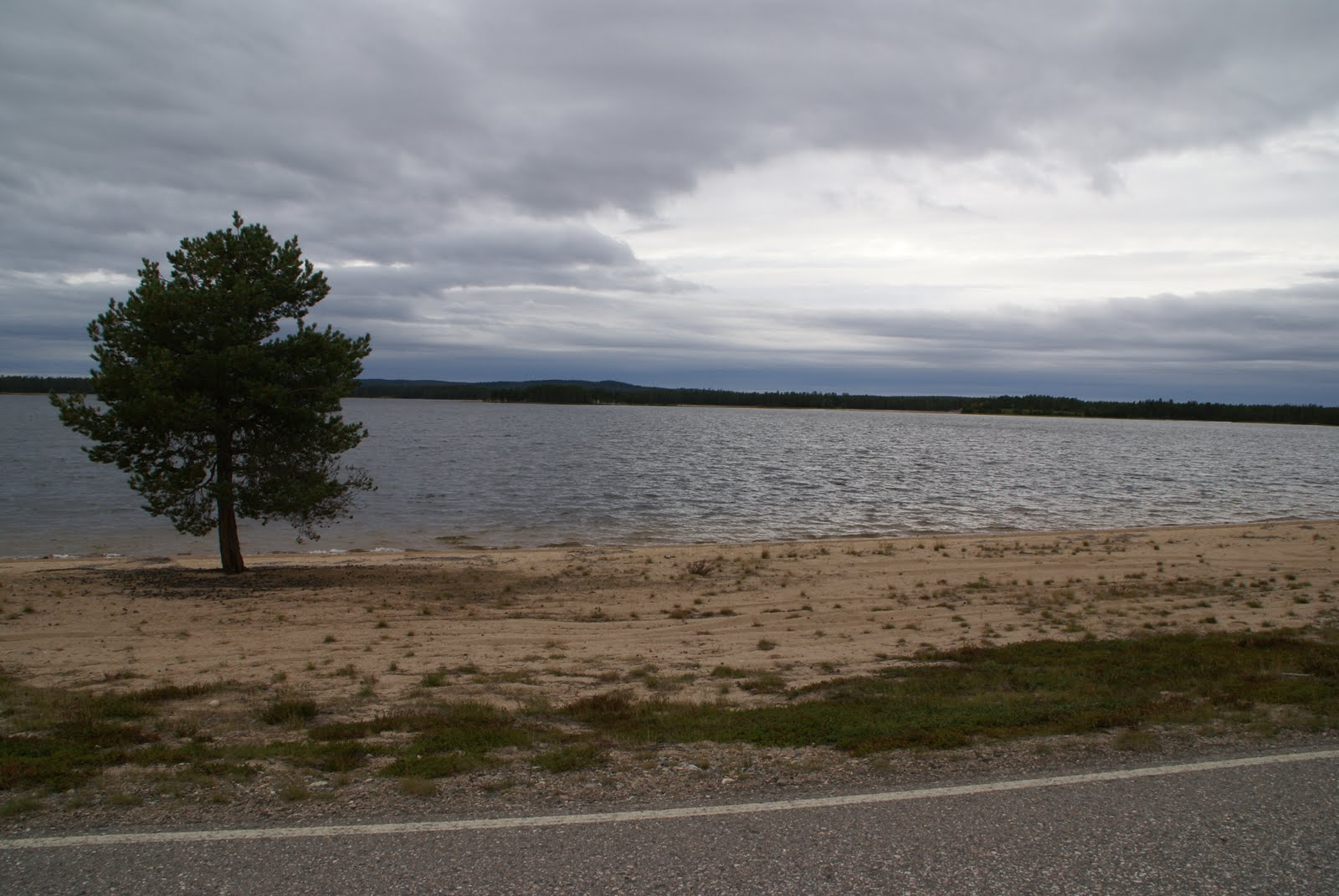
ليفوجيرفي